# George Eliot

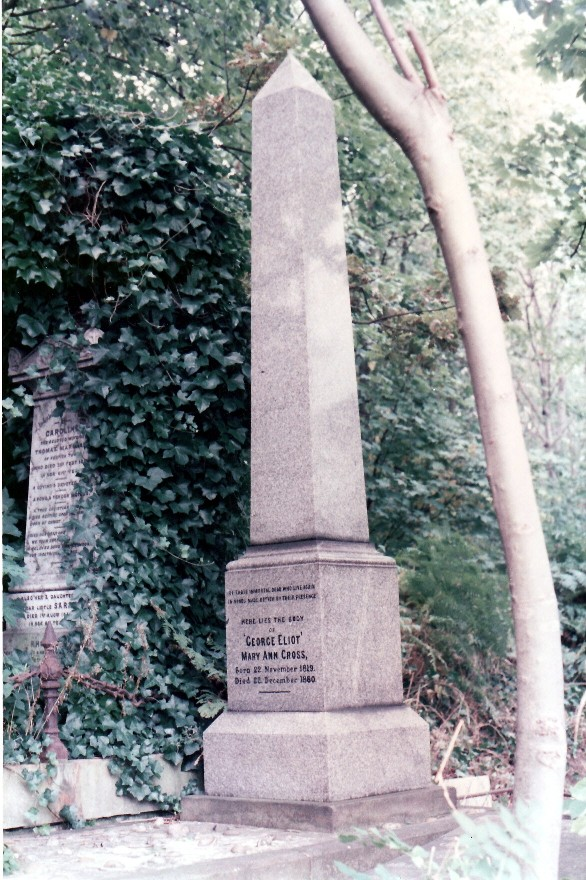
Grób pisarki na Cmentarzu w Highgate w Londynie.

George Eliot, właśc. Mary Ann Evans (ur. 22 listopada 1819 w South Farm Arbury (k. Nuneaton w Warwickshire, zm. 22 grudnia 1880 w Londynie) – angielska pisarka należąca do czołowych twórców epoki wiktoriańskiej. Autorka siedmiu powieści, cechujących się realizmem i przenikliwością psychologiczną; ich akcja rozgrywa się najczęściej w prowincjonalnej Anglii. Pisała także wiersze i inne utwory.
W słowniku języka angielskiego Oxford English Dictionary jest najczęściej cytowaną kobietą-pisarką. Zaczerpnięto z jej utworów liczne przykłady ilustrujące zastosowanie angielskich słów.
W stworzonym w 2015 roku przez krytyków BBC rankingu 100 najlepszych brytyjskich powieści w historii, jej powieść Middlemarch zajęła pierwsze miejsce.

## Życiorys
Wychowała się na prowincji w konwencjonalnej, konformistycznej i religijnej rodzinie w surowych zasadach protestantyzmu. Dla Eliot krajobrazy Warwickshire stanowiły tło każdej powieści rozgrywającej się w prowincjonalnej Anglii. Była piątym dzieckiem Roberta Evansa, zarządcy majątku Arbury Hall, budowniczego i geometry, znanego z prawego charakteru, pierwowzoru postaci Kaleba Gartha z Miasteczka Middlemarch. Po śmierci matki przejęła jej obowiązki związane z prowadzeniem domu. Najbardziej związała się z bratem Izaakiem przeniesionym na karty książki Młyn nad Flossą. Uczęszczała do szkoły od piątego roku życia. W wieku dziewięciu lat została przeniesiona najpierw na pensję panny Lewis, gorliwej ewangeliczki, a następnie do szkoły w Coventry, którą prowadziły siostry Franklin, kalwinki. Młoda Mary Evans wyniosła z niej znajomość geografii, rachunków, języka francuskiego i niemieckiego, sama zaś nauczyła się języka włoskiego, greckiego i łaciny.
W 1841 wyjechała z ojcem w okolice Coventry (uważanego za prototyp Middlemarch). Tam pogłębiała studia (głównie filozoficzne i teologiczne) i poznała zamożnego przemysłowca, samouka oraz wolnomyśliciela Charlesa Braya (1811-84). Zaczęła chodzić na spotkania pozbawionych uprzedzeń intelektualistów, które odbywały się w domu państwa Brayów. Coraz silniejszy sceptycyzm religijny Mary Evans doprowadzał do konfliktów z jej rodziną. Utraciła wiarę i do końca życia pozostawała agnostyczką. Stała się zwolenniczką Augusta Comte’a, racjonalizmu, pozytywistycznego liberalizmu. Po śmierci ojca (1849) wyjechała z Brayami do Szwajcarii, a następnie do Londynu, gdzie pracowała jako zastępca redaktora Westminster Review wydawanym przez Johna Chapmana. Zamawiała i pisała artykuły przez 3 lata. W Londynie znalazła się w najwyższych kręgach intelektualnych, poznała Karola Dickensa, Williama Makepeace’a Thackeraya, Alfreda Tennysona, Thomasa Carlyle’a, Karola Darwina, Johna Stuarta Milla i Herberta Spencera.
W 1851 zakochała się w George’u Henrym Lewesie, krytyku, pisarzu i wydawcy. Został on opuszczony przez swoją żonę, lecz nie mógł się z nią rozwieść. W 1854 Mary i George zamieszkali razem. Życie w wolnym związku wywołało skandal obyczajowy, towarzyski i rodzinny (nawet brat Izaak zerwał ze swoją siostrą kontakty). W tym czasie Mary Evans, dotychczas tłumaczka i krytyczka, postanowiła zostać pisarką. Lewes okazał się oddanym i wiernym „mężem”, a także nieocenionym doradcą literackim. Pisarka używała męskiego pseudonimu artystycznego, chcąc, by jej dzieła traktowano poważnie i żeby oddzielić swoje skandalizujące życie prywatne od literatury. „George” wzięło się od George’a Lewesa, natomiast wyraz „Eliot” uważała za takie ładne, okrągłe słowo. Dzięki swojej twórczości zyskała ogromne uznanie ze strony krytyków oraz znaczne honoraria. Za Middlemarch autorka otrzymała 9000 funtów.
Śmierć Lewesa (1879) zadała Eliot dotkliwy cios. Od kilku lat czuwał nad jej inwestycjami bankier John Walter-Cross. Przyzwyczajenie do korzystania z jego rady i opieki przerodziło się w uczucie, które doprowadziło do ślubu George Eliot i Johna Waltera-Crossa w maju 1880. Duchowieństwo anglikańskie odmówiło pochowania pisarki w Opactwie Westminsterskim wśród twórców angielskich, chociaż dzieła i związek partnerski Eliot aprobowała nawet królowa Wiktoria.

## Twórczość

### Powieści
- 1859: Adam Bede (Adam Bede, wyd. pol. 1891)
- 1860: The Mill on the Floss (Młyn nad Flossą, wyd. pol. 1960)
- 1861: Silas Marner (Silas Marner, wyd. pol. 1950)
- 1863: Romola (Romola, wyd. pol. 1947)
- 1866: Felix Holt, the Radical
- 1871-1872: Middlemarch (Miasteczko Middlemarch, wyd. pol. 2002)
- 1876: Daniel Deronda

### Poezje
- 1868: The Spanish Gypsy
- 1874: A Minor Prophet
- 1879: A College Breakfast Party
- 1879: The death of Moses

### Inne
- 1858: Scenes of a Clerical Life (wyd. pol. Sceny z życia duchownych, 1892)
- 1874: The Legend of Jubal